# Dinamarca en los Juegos Paralímpicos de Lillehammer 1994
Dinamarca estuvo representada en los Juegos Paralímpicos de Lillehammer 1994 por tres deportistas, dos hombres y una mujer.

## Medallistas
El equipo paralímpico danés obtuvo las siguientes medallas:
| Nombre             | Deporte        | Evento                          |
| ------------------ | -------------- | ------------------------------- |
| Oro                |                |                                 |
| Anne-Mette Bredahl | Biatlón        | 7,5 km B1-3 femenino            |
| Plata              |                |                                 |
| —                  |                |                                 |
| Bronce             |                |                                 |
| Anne-Mette Bredahl | Esquí de fondo | 5 km estilo clásico B1 femenino |
| Anne-Mette Bredahl | Esquí de fondo | 15 km B1 femenino               |